# Inmigración serbia en Argentina
La inmigración serbia en Argentina se refiere a las personas de origen serbio en la República Argentina. Según una estimación del gobierno serbio, hacia 2010, había unos 5.000 serbios en territorio argentino. Debido a que los datos exactos sobre la migración serbia son casi inexistentes, todos los datos se basan solamente en estimaciones. En Argentina vive la comunidad serbia más grande de América del Sur. Muchos de los serbo-argentinos son descendientes de los serbios de Krajina o nacieron ahí,también algunos (pero menos)eran de Serbia o eran serbobosnios (serbios de Bosnia y Herzegovina).

## Historia
La inmigración de los serbios hacia la América del Sur atlántica se inició a finales de la primera mitad del siglo XIX, luego de los movimientos de independencia y surgimiento de los nuevos estados sudamericanos. En esos años comienzan a llegar marineros hacia los puertos de la Argentina, Brasil y Uruguay, en especial marineros que han adquirido las habilidades de navegación en la Escuela Marítima en Perast. Algunos de ellos participaron en la guerra de independencia de la Argentina.
Los serbios de la costa del Adriático y de Dalmacia, especialmente marineros, desembarcaban en Buenos Aires. El capitán serbio Milos Vukasovich (1842-1908) fundó la sociedad La Platense en dicha ciudad en los años 1870. Vukasovich era un marinero experimentado y buen empresario naval, que también diseñó nuevos barcos para su compañía y otras compañías. Durante muchos años fue Cónsul General Honorario de la República Argentina en Montenegro y el Cónsul General del Gobierno ruso en la Argentina. Para el crédito para el desarrollo de las relaciones diplomáticas y comerciales entre Argentina y Rusia, el zar ruso le condecoró con la Orden de San Stanislav.
El censo argentino de 1908 había identificado a solo 21 personas con nacionalidad serbia. El censo de 1914 identificó a 316 serbios, 1575 montenegrinos y 38.123 inmigrantes provenientes de Austria-Hungría, entre los cuales había serbios (en poco número). Hacia 1939, se estimaba que 50.000 personas de ascendencia yugoslava vivían sólo en Buenos Aires. También se proyectaba unos 80.000 inmigrantes procedentes de Yugoslavia.

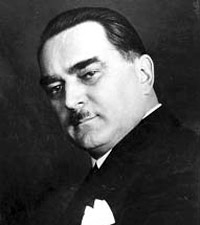
Milan Stojadinović

Numerosos inmigrantes de la costa del mar Adriático, comenzaron a radicarse en la Argentina, en especial después de la Segunda Guerra Mundial, cuando Estados Unidos impuso una limitación de inmigrantes anuales y restricciones. Por la guerra aumentaron los inmigrantes por causas políticas y las personas desplazadas. Al territorio argentino llegaron figuras políticas yugoslavas importantes como el ex primer ministro Milan Stojadinović.
Stojadinović se trasladó a Buenos Aires en 1946, donde se reunió con su familia en 1948. Allí pasó el resto de su vida como asesor económico esporádico de la presidencia argentina, pintor, escritor de memorias y de artículos en el diario financiero El Economista, que fundó. En 1963, dos años después de su fallecimiento, El Economista publicó sus memorias en una edición de aniversario titulada Ni rat ni pakt. Jugoslavija izmed̄u dva rata (Ni guerra ni pacto. Yugoslavia en entreguerras).
En el período comprendido entre el 1947 y 1957 habían ingresado a la Argentina unos 14.200 inmigrantes procedentes de Yugoslavia. De esta cifra, 9.600 había migrado entre 1947 y 1948. En ese mismo año se había censado a 29.164 inmigrantes yugoslavos, y según el censo de 1960, esa cifra había alcanzado la suma de 36.661 habitantes. Otras estimaciones decían que los descendientes no superaban los 100 00 habitantes. De los inmigrantes yugoslavos, la mayoría eran croatas, incluyendo un número significativo de serbios, luego seguían los montenegrinos. Hacia la década de 1970, tras una nueva oleada, había 130.000 inmigrantes y descendientes.
Parte de los inmigrantes serbios que se radicaron en la ciudad de Buenos Aires se dedicaron principalmente al comercio o a las actividades diplomáticas. El otro grupo de inmigrantes, se trató de agricultores instalados en su mayoría en la provincia de Santa Fe (en la ciudad de Rosario) y en la provincia del Chaco y, en poco número, en la Patagonia.

## Religión

Jurisdicción territorial de la eparquía.

Las parroquias y concilios de la Iglesia Ortodoxa Serbia en América del Sur eran administradas directamente por el patriarca serbio en Belgrado.
El 26 de mayo de 2011 se creó la Eparquía serbia de Buenos Aires de la Iglesia Ortodoxa Serbia, con su sede en la ciudad de Buenos Aires y jurisdicción en América del Sur y América Central. El jerarca administrador de la eparquía es Amfilohije Radović, el obispo metropolitano de la Metrópolis de Montenegro y del Litoral y también Arzobispo de Cetiña. El 13 de octubre de 2012, en Buenos Aires, se realizó la primera sesión del consejo de la administración de la eparquía, bajo la presidencia del actual jerarca.
En Buenos Aires hay dos templos. Entre ellos se encuentra la parroquia de San Sava donde también funciona una escuela comunitaria. Debido a la falta de un templo propio, la colectividad serbia de la ciudad se había agrupado junto a la comunidad ortodoxa rusa. La iglesia de San Sava se construyó en 1948, mientras que la segunda iglesia, llamada Nacimiento de la Virgen María, abrió sus puertas en 1984.
La primera iglesia de culto ortodoxo serbio en Argentina se creó en 1939 en Machagai, provincia del Chaco. También hay otra iglesia en Venado Tuerto, Santa Fe.